# Yōko Yaguchi
Yōko Yaguchi (矢口陽子, Yaguchi Yōko) est une actrice japonaise, née le 27 août 1921 en Chine et morte le 1er février 1985 à Fukuoka (Japon).
Elle a eu une carrière courte en tournant de 1940 à 1946, et doit ainsi une grande part de sa notoriété au fait d’avoir été l’épouse du célèbre réalisateur Akira Kurosawa.

## Biographie
Yōko Yaguchi a tourné dans quinze films entre 1940 et 1946.
Durant le tournage de Le Plus Beau, sorti en 1944, Yōko Yaguchi se dispute fréquemment avec le réalisateur Akira Kurosawa quant à la manière dont il traite ses acteurs. Ces altercations semblent les avoir rapprochés puisqu'ils se marient le 21 mai 1945 et ont ensuite deux enfants, Hisao Kurosawa (de) et Kazuko Kurosawa.
Elle meurt le 1er février 1985 pendant que son mari travaille sur son film Ran (乱, Ran).

## Filmographie
- 1940 : Jusqu'au jour du mariage (嫁ぐ日まで, Totsugu hi made?) de Yasujirō Shimazu : Asako
- 1940 : Kingorō no ā mujō (金語楼の噫無情?) de Kunio Watanabe
- 1940 : Le Singe-pèlerin (エノケンの孫悟空, Enoken no songokū?) de Kajirō Yamamoto
- 1940 : Kūnyan no gaika (姑娘の凱歌?) de Motoyoshi Oda
- 1940 : Tsuta (蔦?) de Ryō Hagiwara
- 1941 : Jogakusei-ki (女学生記?) de Takeo Murata (ja)
- 1941 : Récit de notre amour (わが愛の記, Waga ai no ki?) de Shirō Toyoda
- 1941 : Le Chemin de gloire d'un homme (男の花道, Otoko no hanamichi?) de Masahiro Makino
- 1942 : Seishun no kiryū (青春の気流?) de Osamu Fushimi
- 1942 : Ma mère ne mourra jamais (母は死なず, Haha wa shinazu?) de Mikio Naruse
- 1943 : Wakaki hi no yorokobi (若き日の歓び?) de Takeshi Satō (ja)
- 1944 : Le Plus Beau (一番美しく, Ichiban utsukushiku?) d'Akira Kurosawa : Tsuru Watanabe
- 1944 : La Lutte quotidienne (日常の戦ひ, Nichijō no tatakai?) de Yasujirō Shimazu
- 1946 : La Fille de l'usine de briques (煉瓦女工, Renga jokō?) de Yasuki Chiba[5] : Misa